# Iprindole
 (mars 2024).
La mise en forme du texte ne suit pas les recommandations de Wikipédia : il faut le « wikifier ».
Les points d'amélioration suivants sont les cas les plus fréquents. Le détail des points à revoir est peut-être précisé sur la page de discussion.
- Les titres sont pré-formatés par le logiciel. Ils ne sont ni en capitales, ni en gras.
- Le texte ne doit pas être écrit en capitales (les noms de famille non plus), ni en gras, ni en italique, ni en « petit »…
- Le gras n'est utilisé que pour surligner le titre de l'article dans l'introduction, une seule fois.
- L'italique est rarement utilisé : mots en langue étrangère, titres d'œuvres, noms de bateaux, etc.
- Les citations ne sont pas en italique mais en corps de texte normal. Elles sont entourées par des guillemets français : « et ».
- Les listes à puces sont à éviter, des paragraphes rédigés étant largement préférés. Les tableaux sont à réserver à la présentation de données structurées (résultats, etc.).
- Les appels de note de bas de page (petits chiffres en exposant, introduits par l'outil «  Source ») sont à placer entre la fin de phrase et le point final[comme ça].
- Les liens internes (vers d'autres articles de Wikipédia) sont à choisir avec parcimonie. Créez des liens vers des articles approfondissant le sujet. Les termes génériques sans rapport avec le sujet sont à éviter, ainsi que les répétitions de liens vers un même terme.
- Les liens externes sont à placer uniquement dans une section « Liens externes », à la fin de l'article. Ces liens sont à choisir avec parcimonie suivant les règles définies. Si un lien sert de source à l'article, son insertion dans le texte est à faire par les notes de bas de page.
- La présentation des références doit suivre les conventions bibliographiques. Il est recommandé d'utiliser les modèles {{Ouvrage}}, {{Chapitre}}, {{Article}}, {{Lien web}} et/ou {{Bibliographie}}. Le mode d'édition visuel peut mettre en forme automatiquement les références.
- Insérer une infobox (cadre d'informations à droite) n'est pas obligatoire pour parachever la mise en page.

Pour une aide détaillée, merci de consulter Aide:Wikification.
Si vous pensez que ces points ont été résolus, vous pouvez retirer ce bandeau et améliorer la mise en forme d'un autre article.
L'Iprindole, vendu sous les marques Prondol, Galatur et Tertran, est un antidépresseur tricyclique atypique (TCA) qui a été utilisé au Royaume-Uni et en Irlande pour le traitement de la dépression qui n'est plus commercialisé,,,. Il a été développé par Wyeth et commercialisé en 1967. Le médicament a été décrit par certains comme le premier antidépresseur de « deuxième génération » à être introduit. Cependant, il était très peu utilisé par rapport aux autres ATC, le nombre d’ ordonnances délivrées ne se chiffrant qu’en milliers.

## Usages médicaux
L'iprindole a été utilisé dans le traitement du trouble dépressif majeur à des doses similaires à celles des autres ATC,.

## Contre-indications
L'iprindole a été associé à la jaunisse et à l'hépatotoxicité et ne doit pas être pris par les alcooliques ou les personnes souffrant d'une maladie hépatique préexistant,,,. Si de tels symptômes apparaissent, l'iprindole doit être arrêté immédiatement.

## Effets secondaires
Les effets secondaires anticholinergiques tels que Xérostomie et la constipation sont considérablement réduits par rapport à l'imipramine et à la plupart des autres ATC, voir totalement absents avec l'iprindole. Cependant, il a toujours des effets antihistaminiques importants et peut donc produire une sédation, bien que celle-ci soit moins importante par rapport aux autres ATC. L'iprindole n'a également pas de propriétés alpha-bloquantes significatives et ne présente donc pas de risque d'hypotension orthostatique.

## Surdosage
En cas de surdosage, l'iprindole est beaucoup moins toxique que la plupart des autres ATC et est considéré comme relativement bénin. Par exemple, entre 1974 et 1985, seuls deux décès associés à l'iprindole ont été enregistrés au Royaume-Uni, alors que 278 ont été signalés pour l'imipramine, bien que l'imipramine soit utilisée beaucoup plus souvent que l'iprindole,.

## Interactions
Il a été démontré que l'iprindole est un puissant inhibiteur du métabolisme médié par l'hydroxylation aromatique et/ou la N -désalkylation de nombreuses substances, notamment l'octopamine, l'amphétamine, la méthamphétamine, la fenfluramine, la phénelzine, la tranylcypromine, la trimipramine et la fluoxétine, probablement via inactivation des enzymes du cytochrome P450,,,,,. Il inhibe également son propre métabolisme.
En raison de ces interactions, il convient d'être prudent lors de l'association de l'iprindole avec d'autres médicaments. À titre d'exemple, lorsqu'il est administré avec de l'amphétamine ou de la méthamphétamine, l'iprindole augmente leurs concentrations cérébrales et prolonge leur demi-vie terminale de 2 à 3 fois, augmentant ainsi fortement leurs effets physiologiques et leur neurotoxicité,,.

## Pharmacologie

### Pharmacodynamie
L'iprindole est unique par rapport à la plupart des autres ATC dans la mesure où il s'agit d'un inhibiteur très faible et négligeable de la recapture de la sérotonine et de la noradrénaline et semble plutôt agir comme un antagoniste sélectif quoique faible des récepteurs 5-HT2 ; d'où sa classification par certains comme ATC de« deuxième génération »,,. De plus, l'iprindole a une activité antiadrénergique et anticholinergique très faible/négligeable et une activité antihistaminique faible, bien que potentiellement significative ; en tant que tel, les effets secondaires de l’iprindole sont beaucoup moins importants que ceux des autres ATC et il est bien toléré. Cependant, l'iprindole pourrait ne pas être aussi efficace que les autres ATC, notamment en termes d'anxiolyse,. D'après la recherche animale, les effets antidépresseurs de l'iprindole pourraient être médiés par des mécanismes dopaminergiques en aval.
L'iprindole est présumé agir comme un inhibiteur ou un antagoniste / agoniste inverse de tous les sites. Compte tenu de la gamme de ses concentrations thérapeutiques (par exemple, 63-271 nM à 90 mg/jour), seules les actions de l'iprindole sur les récepteurs 5-HT2 et les récepteurs histaminiques pourraient être considérées comme pouvant avoir une signification clinique. Cependant, on ne sait pas si ces actions sont réellement responsables des effets antidépresseurs de l'iprindole. Le pourcentage libre et ses concentrations potentiellement bioactives ne semblent pas connus.

### Pharmacocinétique
Une seule étude semble avoir évalué la pharmacocinétique de l'iprindole. Pour une dose orale unique de 60 mg il a été constaté que  des volontaires sains atteignait des concentrations plasmatiques maximales moyennes de 67,1 ng/ml (236 nmol/L) après 2 à 4 heures. La demi-vie terminale moyenne de l'iprindole était de 52,5 heures, ce qui est notamment beaucoup plus long que celui d’autres ATC comme l’amitriptyline et l’imipramine. Après un traitement chronique avec 90 mg/jour d'iprindole pendant 3 semaines, les concentrations plasmatiques du médicament variaient entre 18 et 77 ng/mL (63-271 nmoles/L). Les concentrations théoriques à l'état d'équilibre devraient être atteintes à 99 % dans un délai de 15 à 20 jours de traitement.